# Novakovec (Jalžabet)
Novakovec is een plaats in de gemeente Jalžabet in de Kroatische provincie Varaždin. De plaats telt 530 inwoners (2001).